# Tolpiodes endolasia
Tolpiodes endolasia là một loài bướm đêm trong họ Noctuidae.